# 1827년 프랑스 총선
1827년 프랑스 총선은 1827년 프랑스에서 치러진 선거로, 납세자만이 선거권을 가진 제한선거였다.

## 선거 결과
| 정당      | 의석수 |
| --------- | ------ |
| 좌파      | 170석  |
| 초왕당파  | 125석  |
| 중도 우파 | 76석   |